# Hortense Haudebourt-Lescot
Hortense Haudebourt-Lescot, född 14 december 1784 i Paris, död där 2 januari 1845, var en fransk målare. Hon var hovmålare hos Carolina av Bägge Sicilierna. Haudebourt-Lescot var gift med arkitekten Louis-Pierre Haudebourt.

## Biografi
Hortense Haudebourt-Lescot studerade under historiemålaren Guillaume Guillon Lethière och sannolikt även Élisabeth Vigée Le Brun. När Guillon-Lethière år 1807 utnämndes till direktor för Franska akademien i Rom, följde Haudebourt-Lescot med honom. Bland Haudebourt-Lescots egna elever återfanns Marie-Ernestine Serret och Herminie Déhérain.
Haudebourt-Lescot är representerad vid bland annat Louvren i Paris och Nationalmuseum i Stockholm.